# St. Ilgen (Leimen)
St. Ilgen (einst St. Gilgen, 1599; kurpfälzisch: Dilje) ist ein Stadtteil der baden-württembergischen Stadt Leimen. Bis 1975 war der Ort eine eigenständige Gemeinde. Die Namensgebung der Ortslage geht wohl auf die Klosterkirche St. Aegidius zurück.

## Geographie

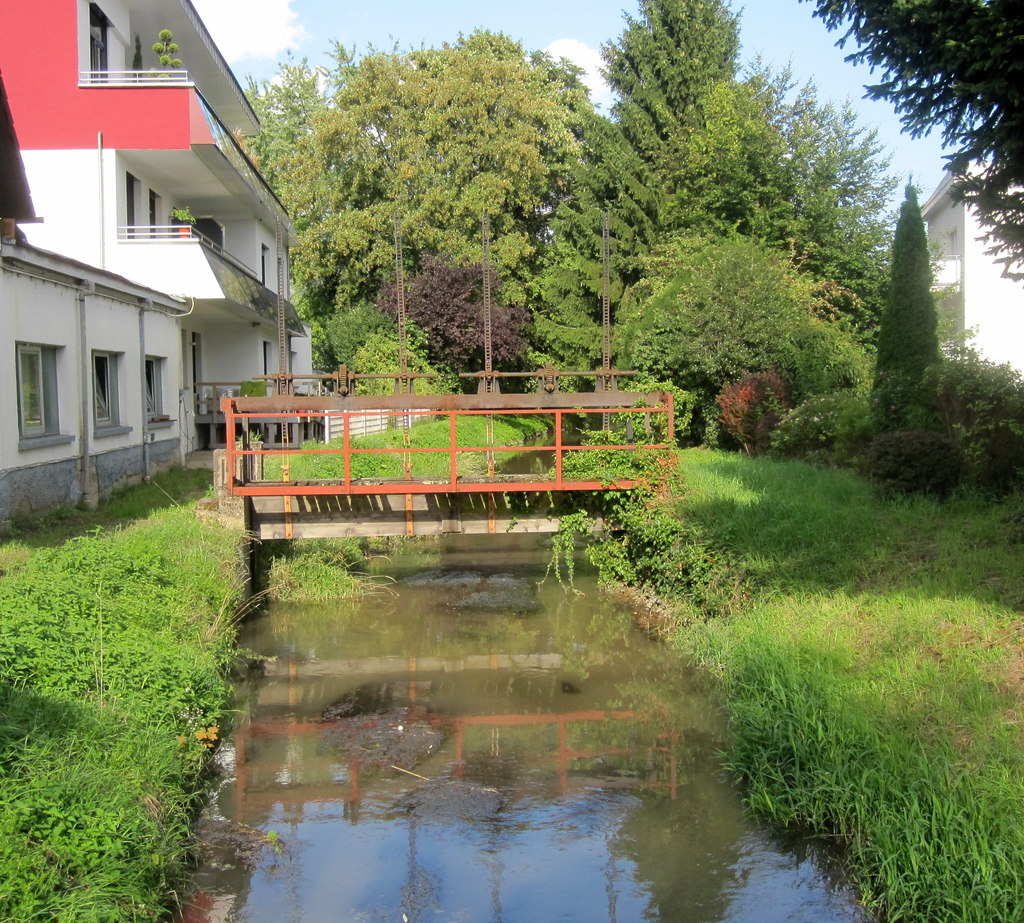
Der Leimbach in St. Ilgen

St. Ilgen liegt im südlichen Teil des Rhein-Neckar-Kreises in der Oberrheinischen Tiefebene und dort innerhalb der St. Ilgener Niederung, die im System der naturräumlichen Gliederung Deutschlands zu den Hardtebenen zählt. Der alte Ortskern befindet sich am südlichen, linken Ufer des Leimbachs; der Nordteil der historischen Gemarkung wird vom Landgraben gequert. Im Südwesten liegt der Sandbuckel, eine bewaldete Binnendüne. Östlich der Bahnlinie finden sich die Gemarkungen Bruchwiesen und Gerberswiesen, einst tiefgründig versumpfte tonhaltige Böden mit Schlick und Schwemmlöss. Durch die am „Diljemer See“ erkennbare Grundwasserabsenkung des Oberrheingrabens sind die Flächen heute landwirtschaftlich nutzbar. Mit dem nordöstlich gelegenen Ortskern von Leimen, mit Sandhausen im Nordwesten und Nußloch im Südosten ist die Bebauung weitgehend zusammengewachsen.

## Geschichte

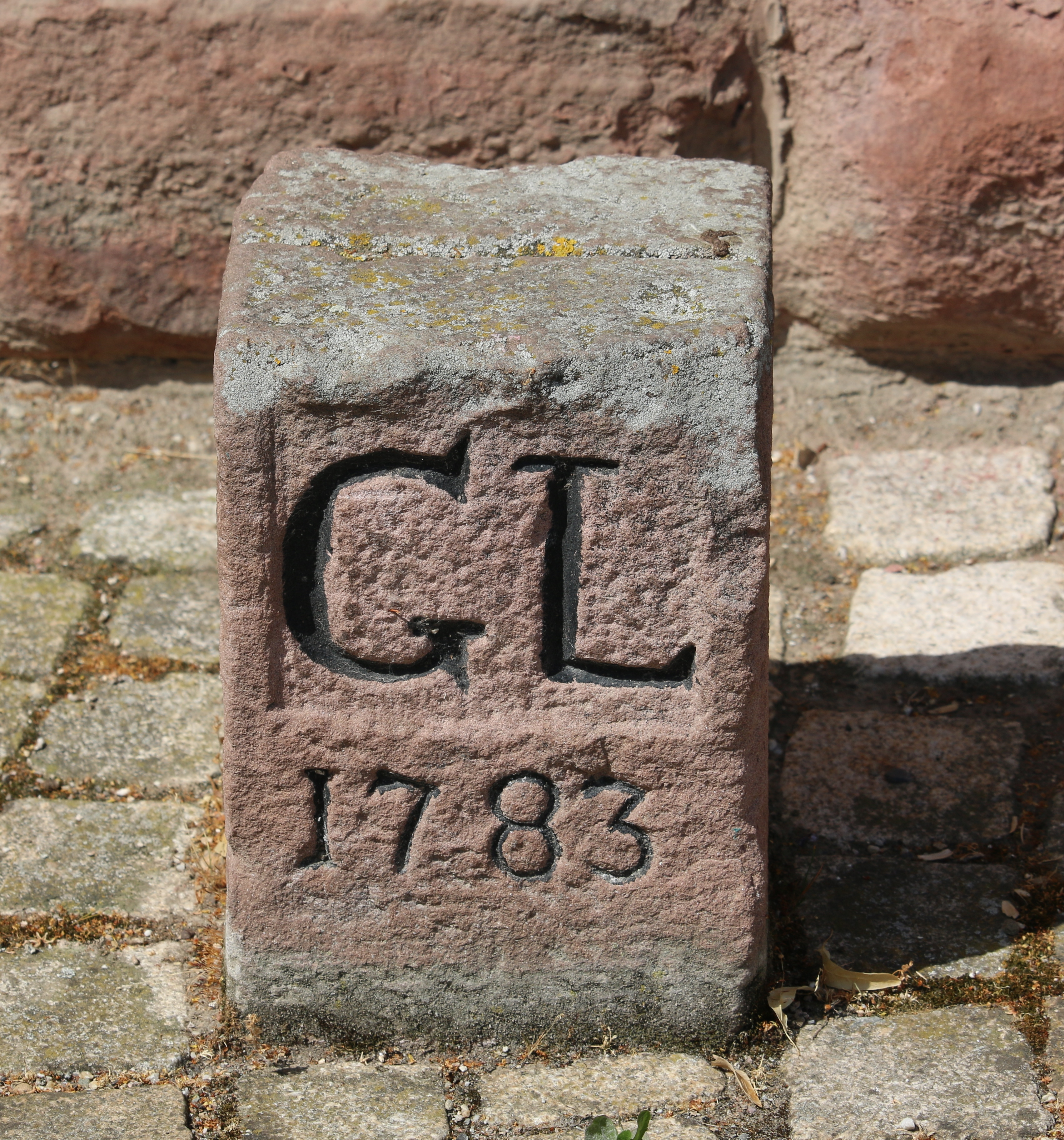
Historischer Grenzstein St. Ilgen/Leimen, 1783

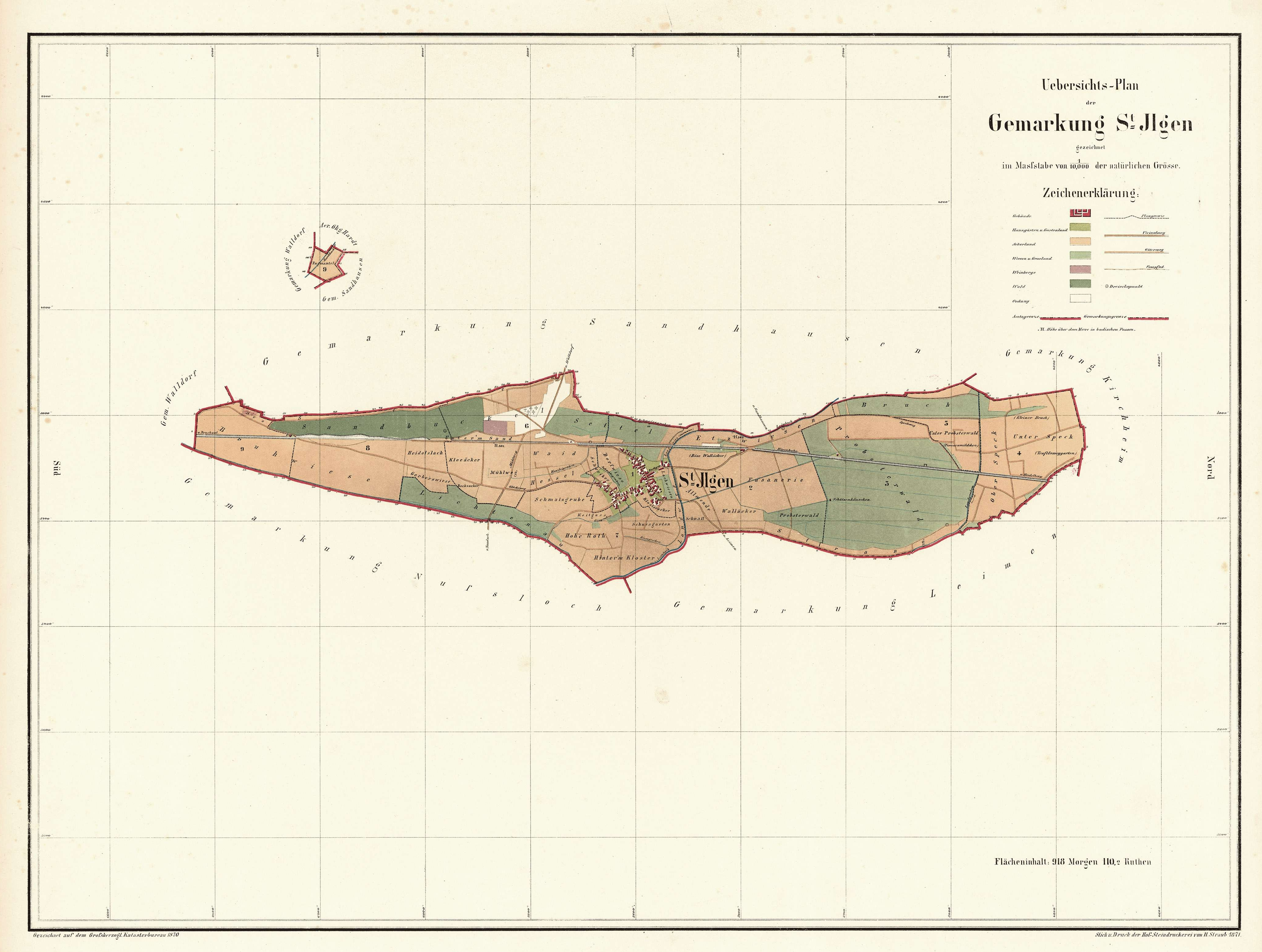
Plan der Gemarkung von 1870, Norden ist rechts.

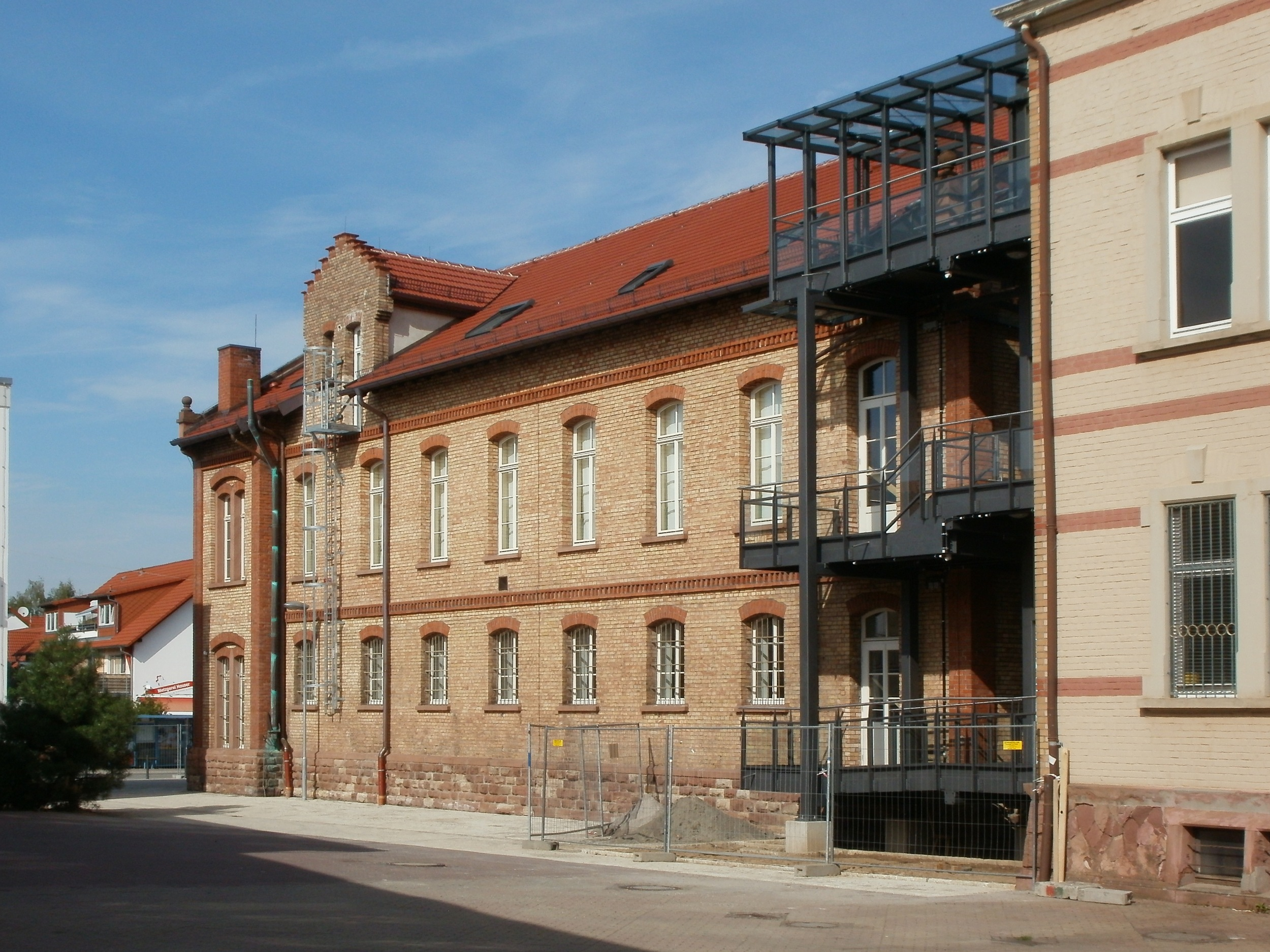
Tabakfabrik der Gebrüder Mayer, heute Heimatmuseum der Stadt Leimen, rechts angrenzend das ehemalige Rathaus

Infolge der Lage in der feuchten Leimbachniederung wurde der Bereich St. Ilgens im Vergleich zum Umland erst verhältnismäßig spät besiedelt. Durch Ausgrabungen konnte eine kontinuierliche Besiedlung seit dem 8./9. Jahrhundert nachgewiesen werden. Im Zusammenhang mit einer Schenkung an das Kloster Sinsheim erscheint 1100 erstmals der Name Bruch für diese Gegend, der für ein ausgedehntes versumpftes Gelände steht. 1131 wurden erstmals Bewohner dieses Ortes genannt. Die Zehntverhältnisse lassen eine Verbindung zur Ortschaft Lochheim vermuten. Während der Amtszeit des Sinsheimer Abtes Johann (1158–1175) wurde dann auf einem etwas höher gelegenen Gelände ein dem heiligen Ägidius geweihtes Kloster des Benediktiner-Ordens gegründet, dessen Namen in der Folge in abgewandelter Form, erstmals so genannt 1196, auch an den Ort überging. Unter den im Ort begüterten Adelsfamilien waren die Bettendorff, Sickingen, Tann und Ulner. 1462 wurde St. Ilgen im Vorfeld der Schlacht bei Seckenheim niedergebrannt, nur die Klosterkirche blieb unbeschädigt.
St. Ilgen galt stets als einer der ärmsten Orte des Oberamts, mit einer verhältnismäßig großen Zahl an Auswanderern im 19. Jahrhundert nach Nordamerika oder Australien. Das lässt sich auf die recht kleine Gemarkung zurückzuführen, deren Böden zudem regelmäßig von Überschwemmungen betroffen waren. Auch die sandigen Dünenbereiche im Südwesten waren für eine ertragreiche Nutzung nicht geeignet. Im Norden bestand mit dem 1525 gerodeten Probsterwald eine große, sumpfige Wiese in herrschaftlichem Besitz, die ab 1591 eine Fasanerie angegliedert war. Die Situation verbesserte sich erst mit Inbetriebnahme der Badischen Hauptbahn 1843, an der St. Ilgen 1844 eine Bahnstation bekam. In der Folge erweiterte sich der Ort auf der gegenüberliegenden Seite des Leimbaches zum Bahnhof hin. Außerdem kam es in kleinerem Maße zur Ansiedlung von Industriebetrieben, darunter ein Lederhersteller und drei Zigarrenfabriken als Zweigwerke größerer Unternehmen, von Thorbecke, Neuhaus und Gebrüder Mayer, später Bruns bey Rhein. Das brachte bescheidenen Wohlstand in den Ort, zeitweise war die Hälfte der Erwerbstätigen St. Ilgens in der Zigarrenindustrie beschäftigt. Die Produktion endete Mitte der 1960er Jahre. In der unter Denkmalschutz stehenden Mayerschen Fabrik ist seit Ende der 1990er Jahre das Heimatmuseum der Stadt Leimen untergebracht.
St. Ilgen war eine der sieben Hardtgemeinden, deren Bewohner bestimmte Nutzungsrechte im nahe gelegenen Hardtwald hatten und im Gegenzug bei Bedarf dort Frondienst leisten mussten. Bei der Auflösung der abgesonderten Gemarkung Schwetzinger Hardt 1930/31 wurde der Gemeinde daher ein 220 Hektar großes Gebiet als Exklave mitten im Wald zugeteilt. Eine andere, kleinere Exklave im Zugmantel zwischen Walldorf und Sandhausen hatte St. Ilgen 1874 dorthin abgetreten.
Nach dem Zweiten Weltkrieg kamen Vertriebene und Flüchtlinge nach St. Ilgen; von den 1950 gezählten 307 Personen stammten 140 aus Ungarn und 115 aus dem Sudetenland. Ihre Ansiedlung bildete die Grundlage für zwei räumlich getrennte Ortserweiterungen jenseits der Bahnstrecke, den Probsterwald im Nordwesten und die Waldsiedlung im Südwesten. Die folgenden Jahre waren von einem kontinuierlichen Bevölkerungswachstum gekennzeichnet; binnen 20 Jahren hatte sich die Einwohnerzahl in etwa verdoppelt.
Eine während des Zweiten Weltkrieges entstandene persönliche Freundschaft bildete die Grundlage einer Partnerschaft mit der französischen Gemeinde Tigy, sie wurde am 1. April 1970 besiegelt.
Im Zuge der Gebietsreform in Baden-Württemberg sprach sich der dafür zuständige Landtagsausschuss im Juni 1973 mit knapper Mehrheit für eine Beibehaltung der Selbstständigkeit St. Ilgens aus. Diese Empfehlung wurde aber im Landtag nicht angenommen, stattdessen wurde entschieden, die Gemeinde mit Leimen und Gauangelloch zu fusionieren. Eine vom Gemeinderat beschlossene Anrufung des Staatsgerichtshofes blieb erfolglos, seit dem 3. Mai 1975 ist St. Ilgen Teil von Leimen.

## Herrschaft und Verwaltung

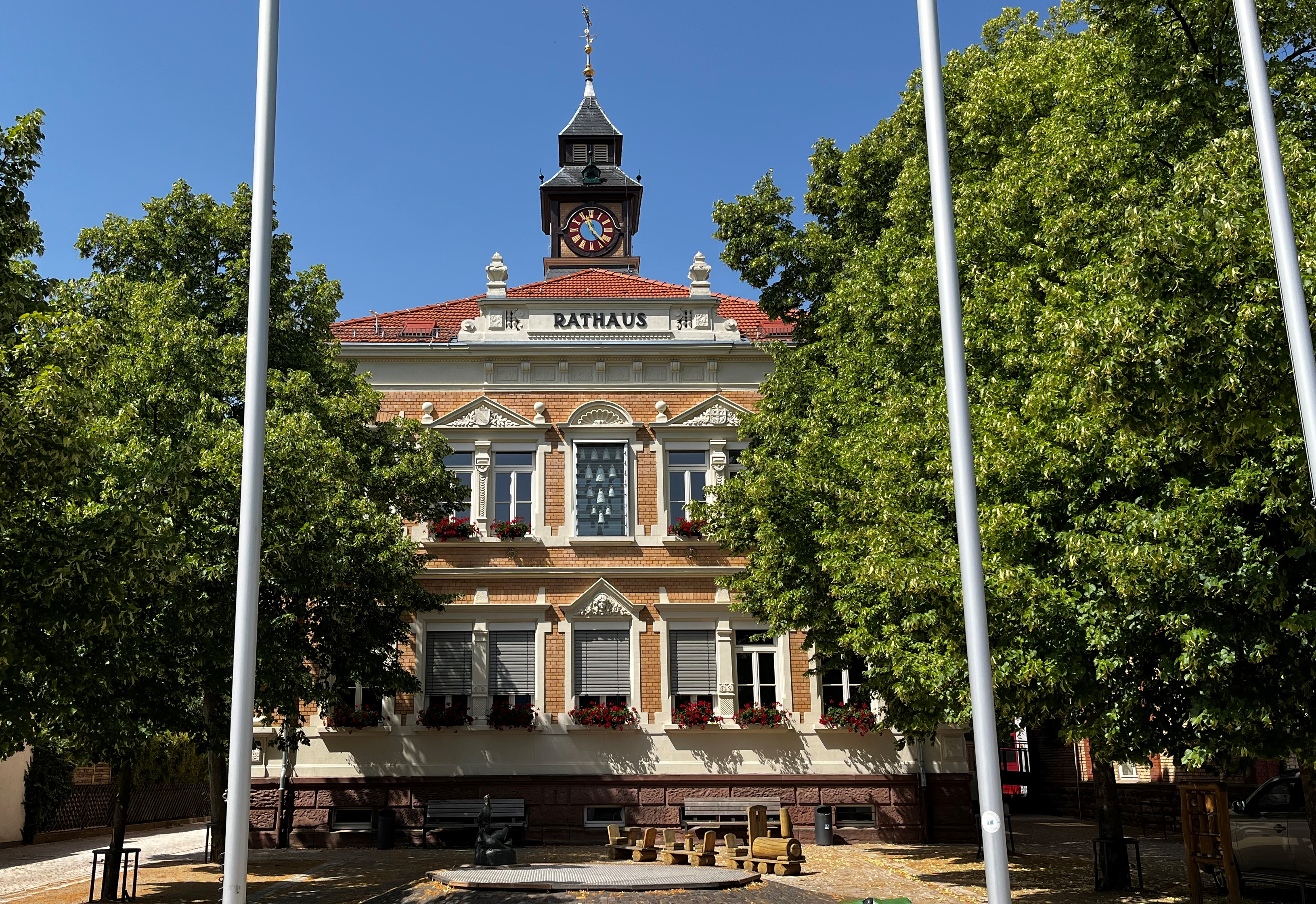
Rathaus St. Ilgen mit dem Glockenspiel

Die Ortsherrschaft teilten sich Sinsheim zu zwei Dritteln und das Bistum Speyer zu einem Drittel. Nachdem die Kurpfalz bis 1474 in zwei Schritten beide Teile erworben hatte, wurde der Ort der Kirchheimer Zent und dem Oberamt Heidelberg zugeteilt. Nach der Auflösung der Kurpfalz 1803 und der Zuteilung deren rechtsrheinischen Kerngebietes an das Großherzogtum Baden blieb die verwaltungsmäßige Zuordnung nach Norden erhalten. St. Ilgen gehörte nacheinander zum Amt Unterheidelberg, dem Landamt Heidelberg, dem Bezirksamt Heidelberg und schließlich zum Landkreis Heidelberg.
Nachdem Amtshandlungen zunächst in angemieteten privaten Räumlichkeiten vollzogen worden waren, kam St. Ilgen 1876 zu einem eigenen Rathaus in der freigewordenen katholischen Schule. 1902 entstand direkt angrenzend ein Neubau, der sowohl als Schule wie auch als Rathaus genutzt wurde. Zwischen 1953 und 1965 war die Verwaltung ausgelagert, kehrte aber an den früheren Platz zurück, nachdem die Geschwister-Scholl-Schule ihren Neubau bezogen hatte. Später war dort die Post untergebracht, außerdem beherbergt das Haus eine Außenstelle der Stadtverwaltung von Leimen. Im Dachgeschoss ist eine heimatkundliche Sammlung untergebracht. 1991 wurde am Rathaus ein Glockenspiel mit 13 Glocken aus Meissener Porzellan installiert, es spielt je nach Jahreszeit unterschiedliche Melodien.

## Wappen
Die älteste bekannte Darstellung des Wappens des Dorfes befindet sich an einer Urkunde aus dem Jahr 1591. Darauf ist eine Lilie zu erkennen. Ein 1701 geschaffenes Siegel zeigt in geteiltem Schild Rüben unter einer halben Lilie, bei denen es sich nach Ansicht von Johann Goswin Widder um Rettiche handelt. Die Bedeutung der Früchte ist ungeklärt, die Lilie könnte einen Bezug zu einem Propst aus der Familie der Herren von Venningen haben.

## Bevölkerung
Die Bewohner des Ortes haben den Necknamen Diljemer Frösch, was auf die feuchten Wiesen zurückgeführt wird, die einst einen idealen Lebensraum für Frösche boten. Das abendlich laute Konzert der Lurche war im weiten Umkreis bekannt. Vielleicht haben die St. Ilgener früher gerne auch den einen oder anderen Wasserfrosch als Delikatesse verspeist und so den Utznamen zusätzlich verstärkt. Heute sind die naturnahen Wiesen auf der Gemarkung verschwunden, mit ihnen auch die Amphibien.
| Jahr      | 1577 | 1727 | 1777 | 1818 | 1834 | 1852 | 1875 | 1905  | 1925  | 1939  | 1950  | 1956  | 1961  | 1970  |
| --------- | ---- | ---- | ---- | ---- | ---- | ---- | ---- | ----- | ----- | ----- | ----- | ----- | ----- | ----- |
| Einwohner | 140  | 137  | 235  | 290  | 448  | 525  | 558  | 1.025 | 1.257 | 1.341 | 1.865 | 2.157 | 2.895 | 3.796 |

## Religion

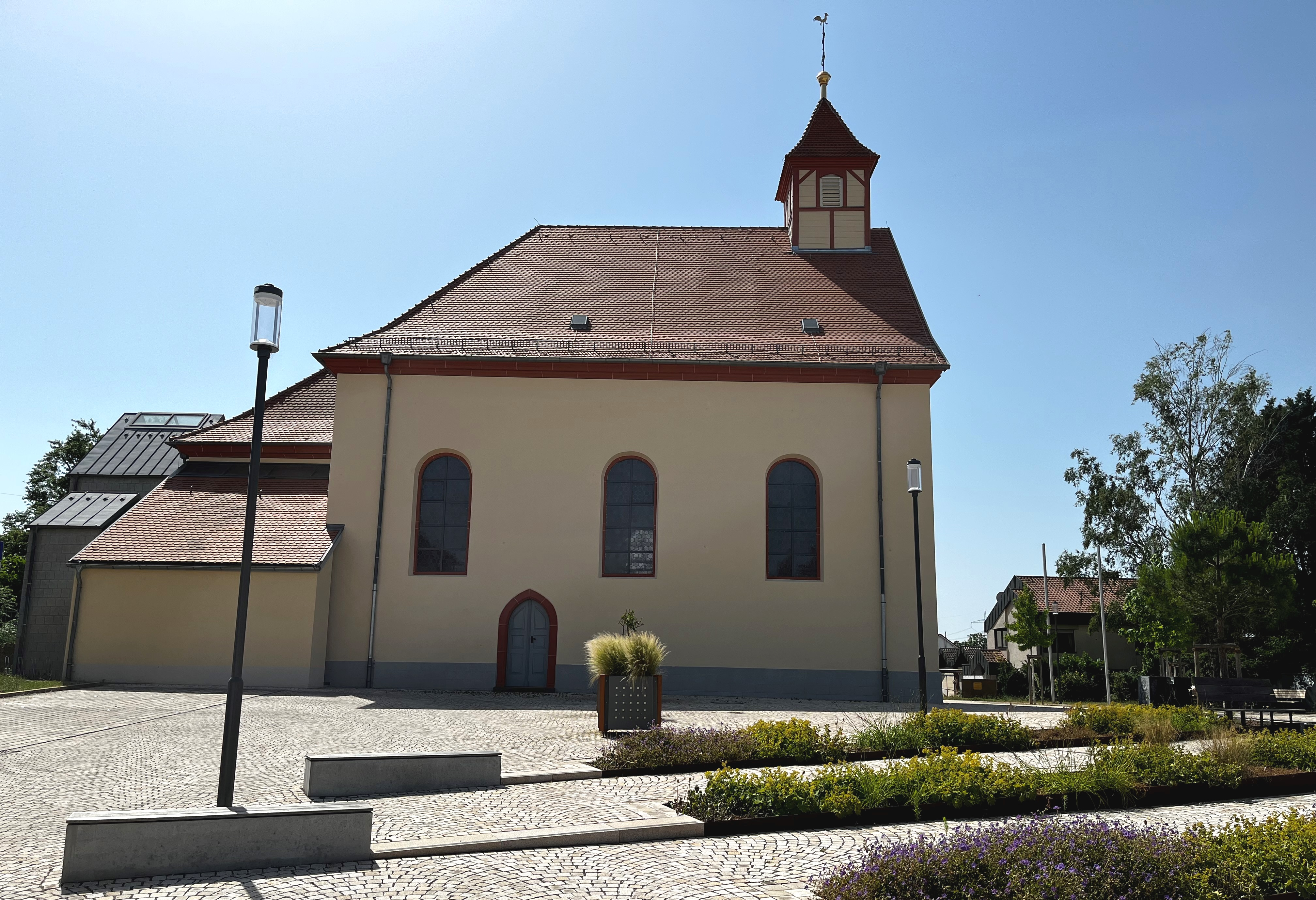
Heutige katholische Kirche St. Aegidius (Aufn. 2022)

In einer Urkunde von 1131 wurde die Ausgliederung des Ortes aus der Pfarrei Lochheim festgelegt; seitdem waren die Mönche des Klosters für die Seelsorge zuständig. Bei der Pfälzischen Kirchenteilung 1707 wurde die Klosterkirche St. Aegidius den Katholiken zugesprochen. Ägidius ist im deutschen Sprachraum auch bekannt als Aegidius, Egidius, Egydius, Ilg, Ilgen, Jilg, Gilg, Gilgian oder Gilgen. So lässt sich der Name der später um das Kloster herum entstandenen Ortslage „St. Ilgen“ auf eine Namensvariante des St. Ägidius zurückführen. Am 6. Juni  2021 erschien das Buch „850 Jahre St. Aegidius - St. Ilgen“. Im Rahmen eines Festgottesdienstes wurde die Publikation der Öffentlichkeit vorgestellt.
Die St. Ilgener Reformierten wie die Lutheraner wurden der Gemeinde Leimen zugeteilt. Von den 1727 gezählten 137 Einwohnern waren 62 Reformierte, 33 Lutheraner und 42 Katholiken. Die ortseigene evangelische Kirche, die Dreifaltigkeitskirche, wurde erst 1916 eingeweiht. Sie wurde vom aus Hamburg stammenden Architekten Emil Döring entworfen und ist eine der wenigen im Jugendstil erbauten Kirchen in Nordbaden.

## Verkehr

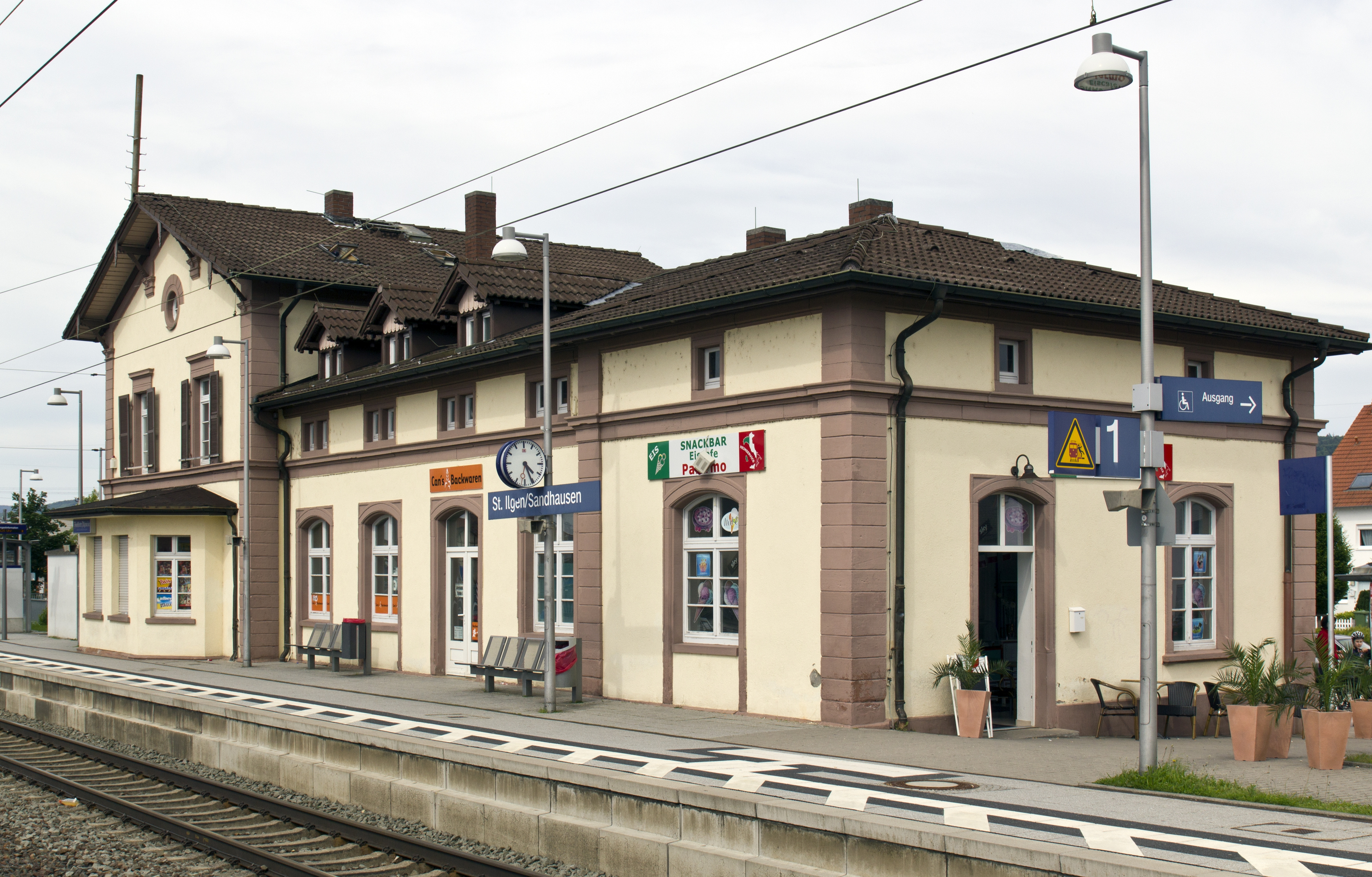
Bahnhof St. Ilgen/Sandhausen

St. Ilgen liegt eingezwängt zwischen zwei in nord-südlicher Richtung führenden Schnellstraßen, im Osten die B 3, im Westen die L 598. Zu beiden bestehen jeweils zwei Anschlüsse durch klassifizierte Straßen, die auch den Ort durchqueren und in die Nachbarorte weiterführen. Dies sind die Kreisstraßen 4154, 4155 und 4156.
Mit Bussen erschlossen wurde St. Ilgen erstmals durch eine im März 1958 eröffnete Linie der Heidelberger Straßen- und Bergbahn von Leimen nach Sandhausen, spätere Nummer 37. Im September 1973 wurde die bestehende Linie 42 des gleichen Unternehmens von Heidelberg über Kirchheim nach Sandhausen bis St. Ilgen verlängert.
Dem öffentlichen Nahverkehr dienen heute die S-Bahn Rhein-Neckar, die am Bahnhof, mittlerweile in St. Ilgen/Sandhausen umbenannt, hält, sowie mehrere Buslinien, die Verbindungen nach Leimen, Nußloch und Sandhausen bedienen.

## Sport
Der Fußballverein Badenia St. Ilgen spielt unterklassig, 2022 in der Kreisliga. Überregional bekannt ist der AC Germania St. Ilgen, ein Gewichtheberverein, der zeitweilig an der Gewichtheber-Bundesliga teilnahm. In der Saison 2021/22 tritt die Germania in der 2. Liga an.
Der Angelsportverein St. Ilgen 1973 verfügt mit dem zwischen St. Ilgen und Walldorf gelegenen Diljemer Waldsee über eines der schönsten Vereinsgelände.

## Persönlichkeiten
- Eugen Mellert, Maler und Kunsterzieher, geboren 1905 in St. Ilgen[18]
- Leonie Wild, Unternehmerin, geboren 1908 in St. Ilgen

Den folgenden Personen wurde die Ehrenbürgerschaft zuteil:
- Jacqes de Moncuit, Bürgermeister der französischen Partnergemeinde Tigy
- Günter Haritz, Radrennfahrer und Olympiasieger
- Willi Laub, Bürgermeister 1928–1934 und 1946–1966
- Karl Gehrig, Gemeinderat
- Albert Kübler, Gemeinderat
- Herbert Ehrbar, Bürgermeister 1966–1975
- Karl Saladin
- Johannes Sailer

## Ansichten aus St. Ilgen

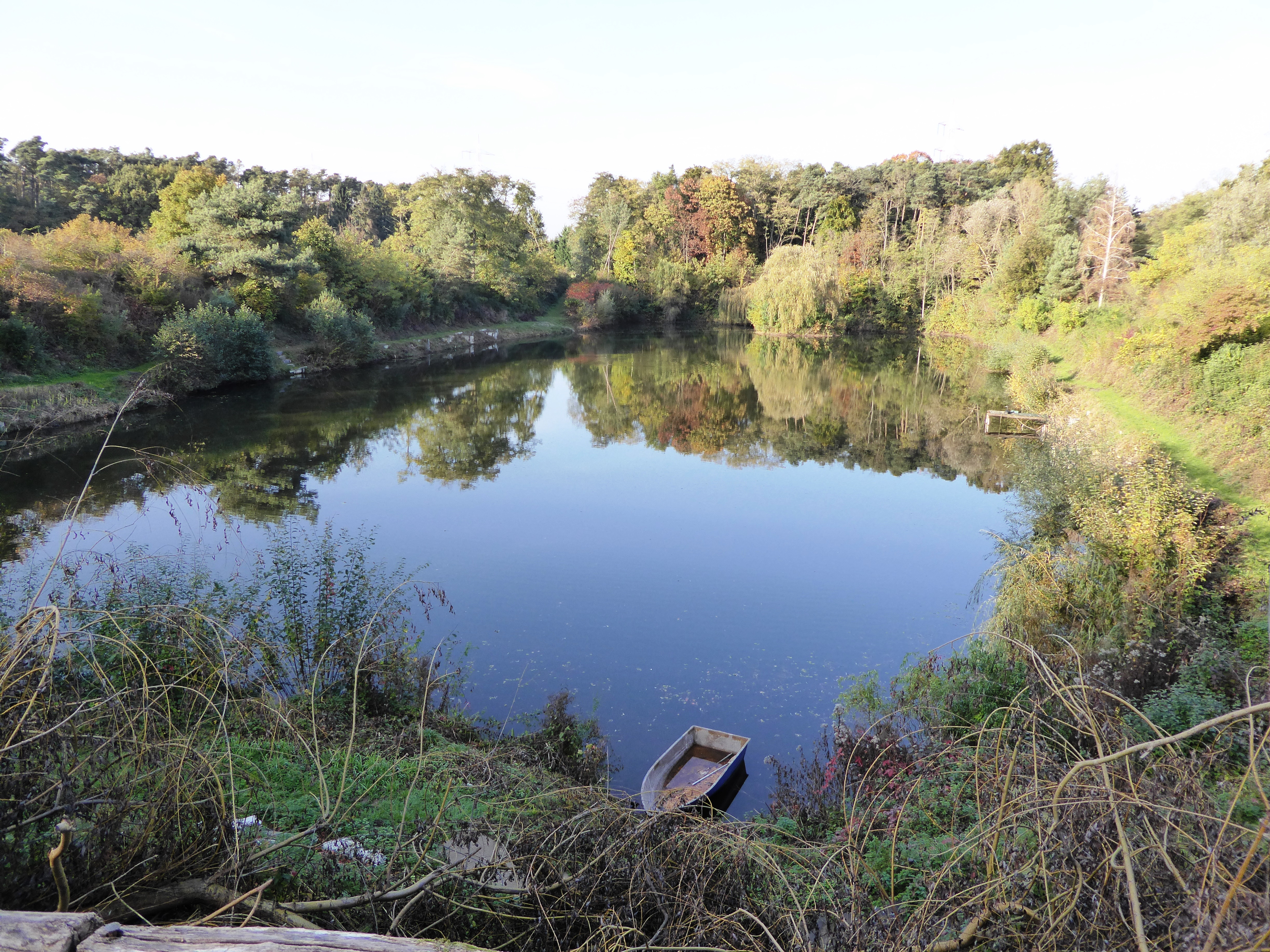
Diljemer Waldsee auf der Gemarkung See
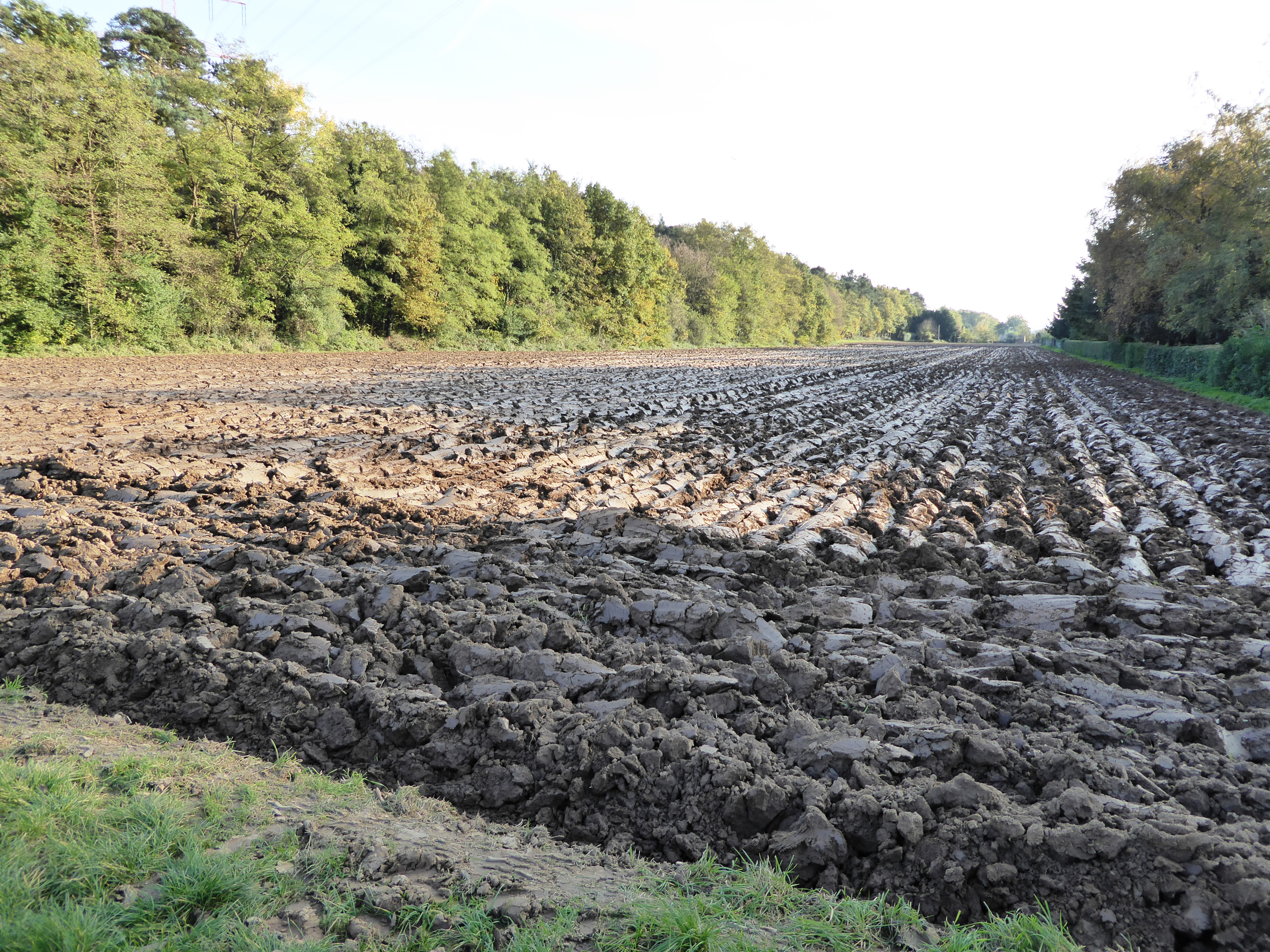
Schwere tonige Verlehmungshorizonte zeigen die ehemalige Versumpfung der Gemarkung Bruchwiesen an
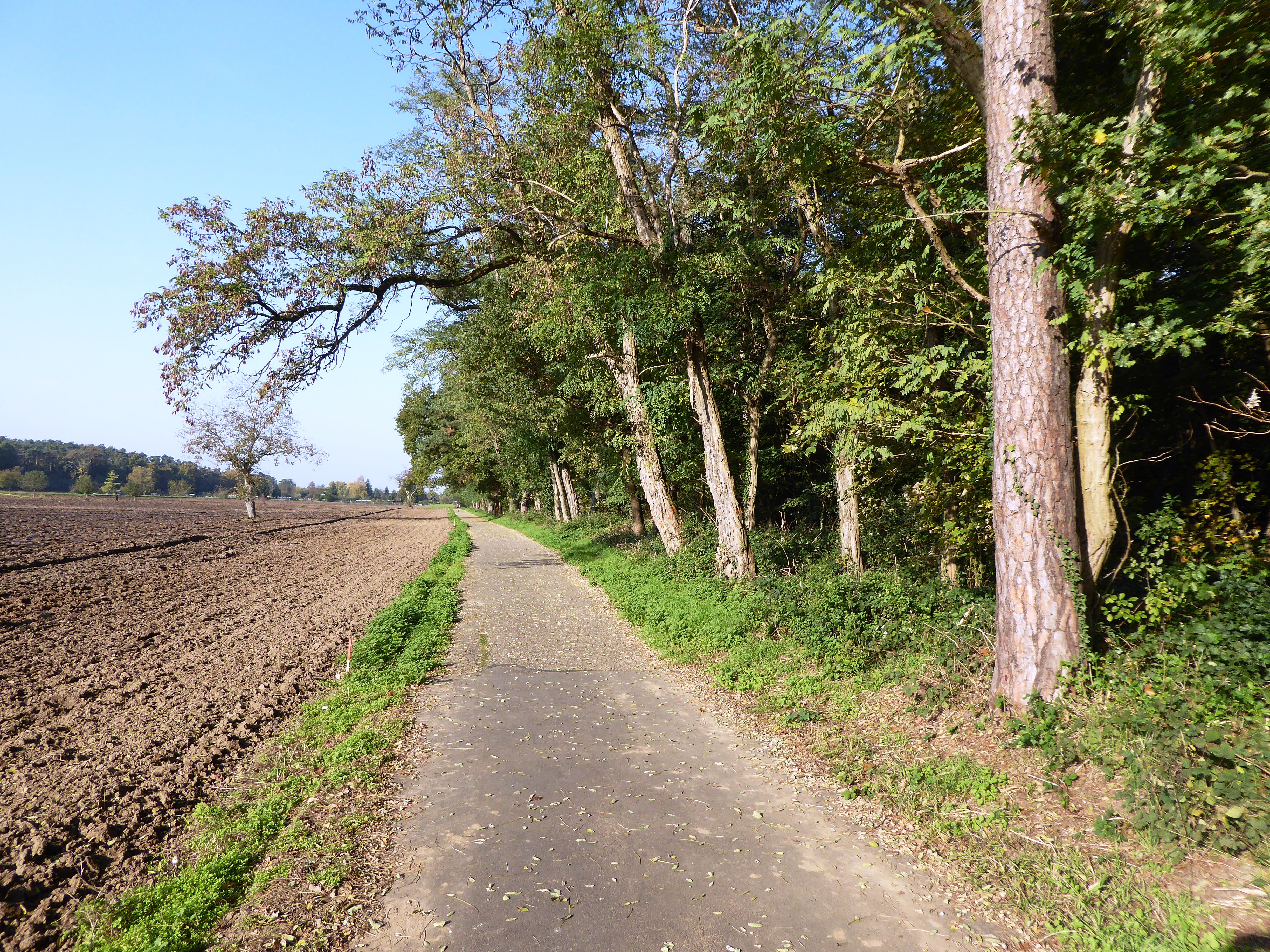
Brühlweg am Sandbuckel (Blickrichtung Sandhausen)
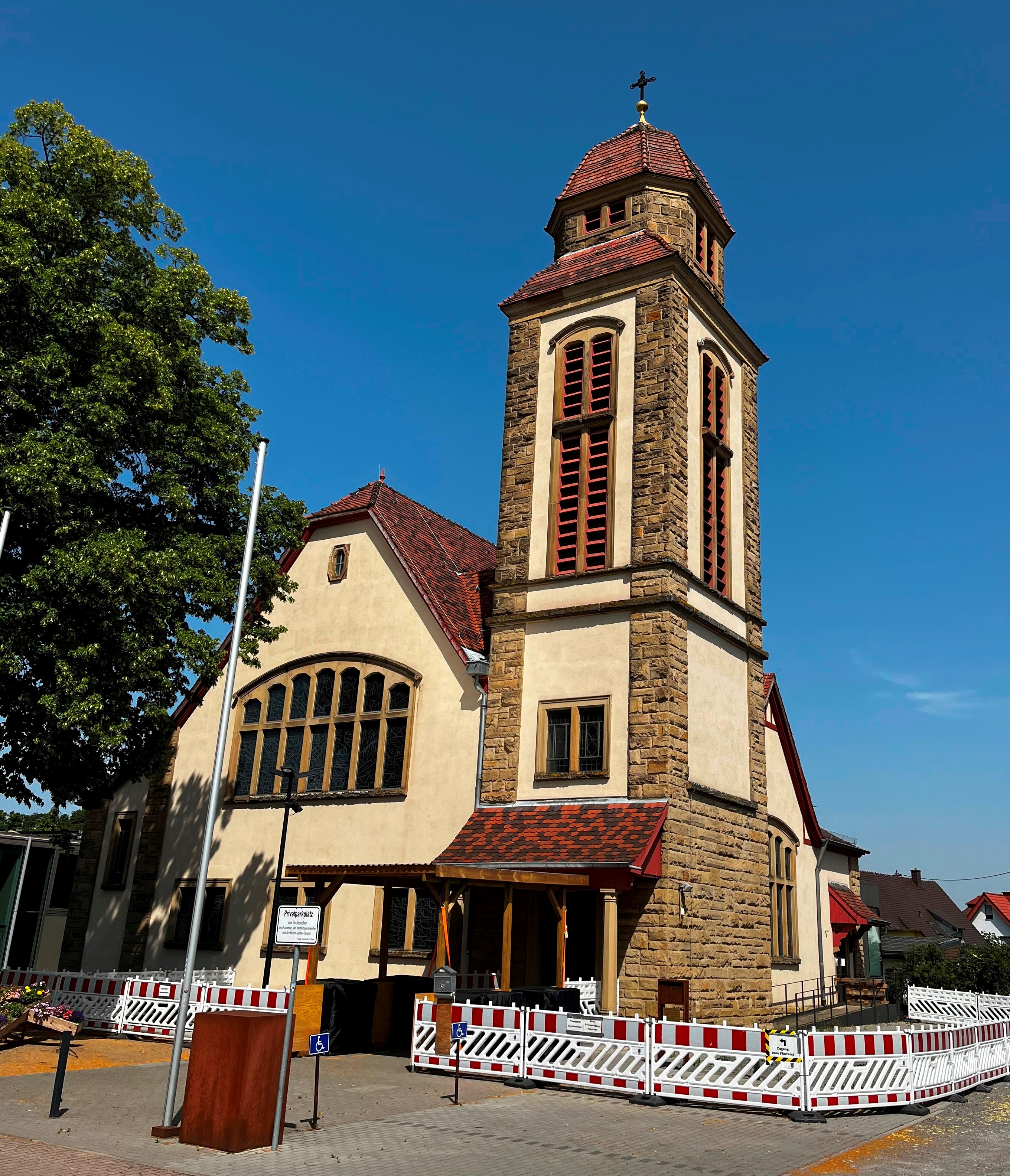
Die evangelische Dreifaltigkeitskirche
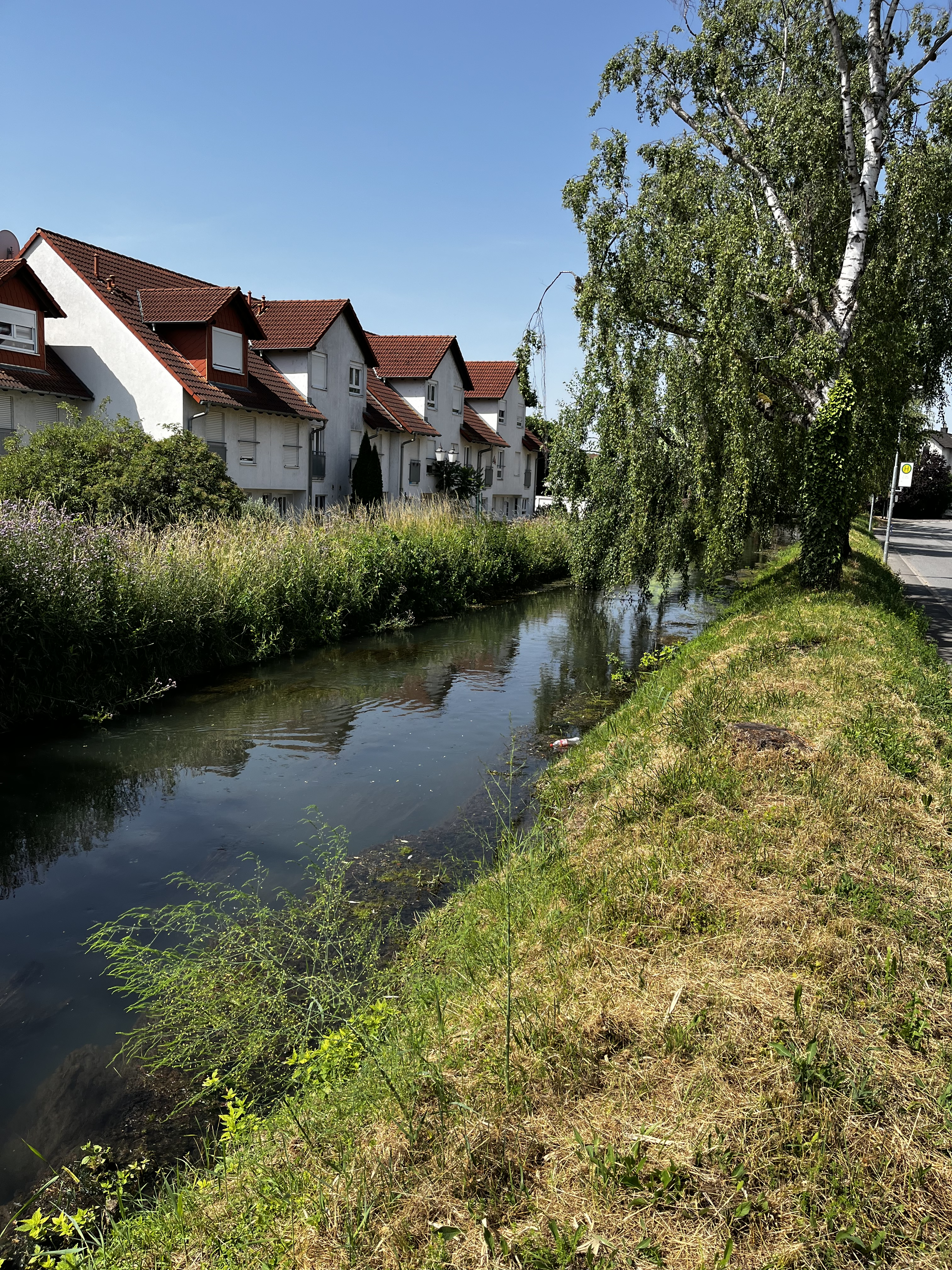
Leimbach auf Höhe der Dreifaltigkeitskirche